# Польові Інелі
Польові Інелі́ (рос. Полевые Инели, чув. Хирти Энел) — присілок у складі Комсомольського району Чувашії, Росія. Входить до складу Польовосундирського сільського поселення.
Населення — 280 осіб (2010; 306 у 2002).
Національний склад:
- чуваші — 100 %